# Gura Bărbulețului
Gura Bărbulețului – wieś w Rumunii, w okręgu Dymbowica, w gminie Bărbulețu. W 2011 roku liczyła 579 mieszkańców.